# Howard Taylor
Howard Augustus Taylor est un joueur de tennis américain né le 23 novembre 1865 et mort le 26 novembre 1920. Il a notamment remporté les Internationaux des États-Unis en 1889, en double messieurs (avec Henry Slocum).

## Palmarès en Grand Chelem

### Finales de simple perdues
|   | Date | Nom et lieu du tournoi    | Cat.      | ($) | Surf.        | Vainqueur     | Score              |
| - | ---- | ------------------------- | --------- | --- | ------------ | ------------- | ------------------ |
| 1 | 1884 | US Men's National Champ’s | G. Chelem |     | Herbe (ext.) | Richard Sears | 6-0, 1-6, 6-0, 6-2 |
| 2 | 1888 | US Men's National Champ’s | G. Chelem |     | Herbe (ext.) | Henry Slocum  | 6-4, 6-1, 6-0      |

### Titres en double
|   | Date | Nom et lieu du tournoi    | Cat.      | ($) | Surf.        | Partenaire   | Finalistes                     | Score         |
| 1 | 1889 | US Men's National Champ’s | G. Chelem |     | Herbe (ext.) | Henry Slocum | Valentine Hall Oliver Campbell | 6-1, 6-3, 6-2 |

### Finales en double
|   | Date | Nom et lieu du tournoi    | Cat.      | ($) | Surf.        | Vainqueurs                 | Partenaire      | Score                   |
| - | ---- | ------------------------- | --------- | --- | ------------ | -------------------------- | --------------- | ----------------------- |
| 1 | 1886 | US Men's National Champ’s | G. Chelem |     | Herbe (ext.) | Richard Sears James Dwight | Godfrey Brinley | 7-5, 5-7, 7-5, 6-4      |
| 2 | 1887 | US Men's National Champ’s | G. Chelem |     | Herbe (ext.) | Richard Sears James Dwight | Henry Slocum    | 6-4, 3-6, 2-6, 6-3, 6-3 |